# گاه‌شمار تاریخ ایران

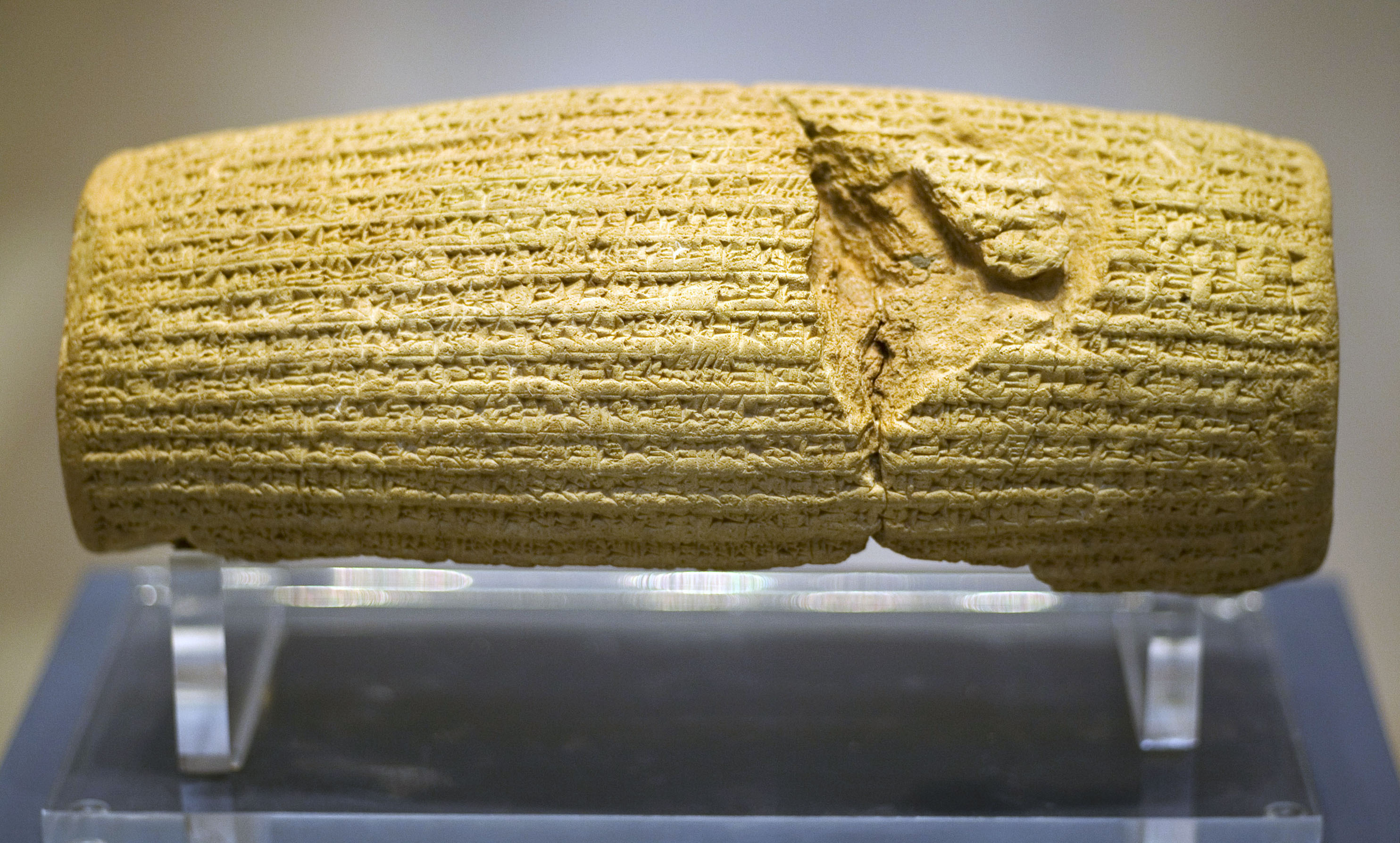
جلوی منشور کوروش، موزه بریتانیا

این گاه‌شماری از وقایع بزرگ تاریخ ایران از پیشاتاریخ تاکنون و شامل ده بخش است:
1. گاه‌شمار تاریخ ایران از غارنشینی تا ظهور هخامنشیان
2. گاه‌شمار هخامنشیان
3. گاه‌شمار سلوکیان و اشکانیان
4. گاه‌شمار ساسانیان
5. گاه‌شمار تاریخ ایران از سقوط ساسانیان تا ظهور طاهریان
6. گاه‌شمار تاریخ ایران از ظهور طاهریان تا سقوط خوارزمشاهیان
7. گاه‌شمار تاریخ ایران از حمله مغول تا ظهور صفویان
8. گاه‌شمار صفویان
9. گاه‌شمار افشاریان
10. گاه‌شمار زندیان
11. گاه‌شمار قاجار
12. گاه‌شمار پهلوی
13. گاه‌شمار جمهوری اسلامی ایران

## جدول مختصر
|  |

## جدول مفصل
| تاریخ میلادی                      | تاریخ هجری                                                                                              | دودمان                    | پادشاه | رویدادها | پایتخت                             |
| --------------------------------- | --- | ------------------------- | --- | --- | ---------------------------------- |
| حدود دوهزار سال پیش از میلاد مسیح | |                           | | اقوام آریایی از دو سوی خاور و باختر دریای خزر، از ناحیهٔ رودخانهٔ آمودریا (اکسوس یا جیحون) و سیر دریا (سیحون) و دیگری از راه کوه‌های قفقاز به داخل فلات ایران روی آوردند. شاخه‌ای که از مشرقِ دریای خزر آمدند به نام هندوایرانی خوانده شدند؛ گروهی در باکتریا (غرب) توقف کردند و گروهی از آنجا به درهٔ سند سرازیر شدند، گروه دیگر در کنار هریرود در سرزمین هریوا (یا هرات امروزی) مستقر شده و گروهی هم در جنوب شرقی دریای خزر توقف کردند و قوم پارت را تشکیل دادند. شاخهٔ دیگر از اقوام آریایی در جنوب فلات ایران قوم پارس را تشکیل دادند. |                                    |
| حدود ۲۲۰۰ تا ۱۷۰۰ پیش از میلاد    | | تمدن باختر-مرگیانا (BMAC) | | تمدن باختر-مرگیانا یکی از نخستین تمدن‌های آریایی بود که در عصر برنز و در آسیای میانه ماورای رودخانهٔ آمودریا قرار داشت. | مرو                                |
| حدود ۲۸۰۰ تا ۵۵۰ پیش از میلاد     | | تمدن ایلامیان             | | | شوش                                |
| سدهٔ دهم تا هفتم پیش از میلاد      | | ماننائیان                 | | |                                    |
| حدود ۷۲۰ تا ۵۵۰ پیش از میلاد      | | مادها                     | دیاکو | دیاکو هفت قبیله را در شهر هگمتانه متحد می‌کند - بنای هگمتانه | هگمتانه                            |
| حدود ۷۲۰ تا ۵۵۰ پیش از میلاد      | فرورتیش                                                                                                 | مادها                     | حملهٔ آشوری‌ها و شکست مادها | | هگمتانه                            |
| حدود ۷۲۰ تا ۵۵۰ پیش از میلاد      | خشتریته                                                                                                 | مادها                     | | | هگمتانه                            |
| حدود ۷۲۰ تا ۵۵۰ پیش از میلاد      | هووخشتره                                                                                                | مادها                     | اتحاد ماد با بابل - شکست آشور - همسایگی با کشور لیدی | | هگمتانه                            |
| حدود ۷۲۰ تا ۵۵۰ پیش از میلاد      | ایشتوویگو                                                                                               | مادها                     | نارضایتی پارس‌ها - سقوط مادها | | هگمتانه                            |
| ۵۵۰ تا ۳۳۰ قبل از میلاد           | | هخامنشیان                 | کورش بزرگ | پیروزی بر مادها - فتح باکتریا در حدود ۵۴۰ قبل از میلاد توسط کورش هخامنشی و ضمیمه کردن آن به امپراتوری پارس - فتح بابل و دادن اجازه برای ساخت معبد به یهودیان - فتح لیدی – استقرار حکومت بزرگ پارسی – انتشار منشور حقوق بشر | شوش، هگمتانه، سارد، تخت جمشید      |
| ۵۵۰ تا ۳۳۰ قبل از میلاد           | کمبوجیه                                                                                                 | هخامنشیان                 | کمبوجیه پسر کورش به سلطنت می‌رسد، فتح مصر | | شوش، هگمتانه، سارد، تخت جمشید      |
| ۵۵۰ تا ۳۳۰ قبل از میلاد           | گئومات                                                                                                  | هخامنشیان                 | در نبود کمبوجیه، گئومات مغ خود را به جای بردیا برادر کمبوجیه معرفی می‌کند و به حکومت می‌رسد و کمبوجیه نیز دور از وطن می‌میرد. گئومات مردم را مجبور به پذیرفتن دین خودش می‌کند. | | شوش، هگمتانه، سارد، تخت جمشید      |
| ۵۵۰ تا ۳۳۰ قبل از میلاد           | داریوش بزرگ                                                                                             | هخامنشیان                 | فتنه گئومات توسط داریوش و متحدان خاموش می‌شود، شورش‌های مختلف در کشور فرونشانده می‌شوند، هخامنشیان در ماراتن از یونانیان شکست می‌خورند، داریوش دستور شروع به ساخت تخت جمشید (پارسه، پرسپولیس) را می‌دهد، هخامنشیان در زمان داریوش قدرتمند می‌شوند و سیستم‌هایی مثل تقسیم کشور به چند استان (ساتراپی) متفاوت و پست (چاپار) برای اولین بار به کار می‌افتند. | | شوش، هگمتانه، سارد، تخت جمشید      |
| ۵۵۰ تا ۳۳۰ قبل از میلاد           | خشایارشا                                                                                                | هخامنشیان                 | هخامنشیان به یونان حمله می‌کنند و یونانیان برای به دست آوردن فرصت بیشتر برای ساخت یک نیروی دریایی بزرگ، سپاهی را به تنگه ترموپیل می‌فرستند تا سپاه بزرگ خشایارشا را معطل کند. سپاه خشایارشا پس از صرف وقت برای شکست دادن آن سپاه در کنار جزیره سالامیس به جنگ یونانیان می‌رود اما در جنگ دریایی سالامیس شکست سختی از یونانیان می‌خورد. | | شوش، هگمتانه، سارد، تخت جمشید      |
| ۵۵۰ تا ۳۳۰ قبل از میلاد           | اردشیر درازدست، خشایارشا دوم، سغدیان، داریوش دوم، اردشیر دوم، اردشیر سوم، ارشک                          | هخامنشیان                 | هخامنشیان به تدریج ضعیف می‌شوند | | شوش، هگمتانه، سارد، تخت جمشید      |
| ۵۵۰ تا ۳۳۰ قبل از میلاد           | داریوش سوم                                                                                              | هخامنشیان                 | علی‌رغم مقاومتهایی مانند مقاومت آریوبرزن در نقاط مختلف کشور، سرانجام اسکندر مقدونی به کمک یونانی‌ها و مقدونی‌ها ایران را فتح می‌کند و تخت جمشید را آتش می‌زند، پس از شکست هخامنشیان از لشکریان اسکندر و گشوده شدن پایتخت هخامنشی، داریوش سوم به سوی شرق متواری گشت و توسط بسوس، بدخش (والی) بلخ، کشته شد. | | شوش، هگمتانه، سارد، تخت جمشید      |
| ۳۲۹ تا ۳۲۶ قبل از میلاد           | |                           | اسکندر مقدونی | در سال ۳۲۹ پیش از میلاد، اسکندر مقدونی پا به سرزمین هندوکش که تاریخ‌نویسان یونانی آن را پاراپامیز (Parapomisus) گفته‌اند نهاد. اسکندر هرات را تصرف و پس از سپری نمودن زمستان در سیستان، وارد ناحیه‌ای شد که به نامش اسکندریه (قندهار امروزی) نامیده شد. لشکریان اسکندر پس از اشغال غزنه و کابل، در شمال کابل (غوربند) شهرک دیگری را نیز به نام اسکندریهٔ قفقاز بنا نهادند. اسکندر با سپاهیان خود وارد مناطق حاصل‌خیز آسیای میانه شد و می‌گویند با دختر یکی از خان‌های محلی تخارستان نیز ازدواج کرد که اسمش رخسانه (Roxana) بود. اسکندر به مدت یک سال در دشت‌های آسیای میانه سرگردان بود و با تاخت‌وتاز جنگجویان این سامان‌ها روبرو می‌گشت و شماری از سپاهیانش را نیز به علت سرما و کمبود خواربار از دست داد. پس از بیرون رفتن اسکندر از باکتریا (سرزمین غرب)، برخی از سردارانش پادشاهی کوچکی تشکیل داده و مدت دوصد سال بر این سرزمین فرمان راندند. |                                    |
| ۳۲۶ تا ۲۵۶ قبل از میلاد           | | سلوکیان                   | سلوکوس اول، دوم و…، آنتیوخوس اول، دوم و… و… | سلوکیان، یونانیان جانشین اسکندر بودند که مردم غرب را وادار به قبول فرهنگ یونانی و استفاده از زبان یونانی می‌کردند. | سلوکیه                             |
| ۲۷۳ تا ۲۳۲ پیش از میلاد           | | موریاها                   | آشوکا | تسلط موریاها بر پاراپامیز (گنداره یا گندهارا)، رخج (آراخوزیا - قندهار امروزی) و گدرزی (گدروزیا - بلوچستان) در ۳۰۵ ق.م. - پادشاهی آشوکا موریا ۲۷۳–۲۳۲ ق.م. - آشوکا آیین بودایی را جایگزین آیین زردشتی می‌کند. | پاتالیپوترا                        |
| ۲۵۶ تا ۱۳۰ قبل از میلاد           | | دولت یونانی باختری        | دیودوت اول | قیام باختر: در سال ۲۵۶ ق.م. غرب با سغد و مرو متحد گشته از دولت سلوکی جدا شد. | بلخ، آی خانم                       |
| ۲۵۶ تا ۱۳۰ قبل از میلاد           | دیودوت دوم                                                                                              | دولت یونانی باختری        | | | بلخ، آی خانم                       |
| ۲۵۶ تا ۱۳۰ قبل از میلاد           | اِوتی‌دِموس                                                                                                | دولت یونانی باختری        | | | بلخ، آی خانم                       |
| ۲۵۶ تا ۱۳۰ قبل از میلاد           | دمتریوس                                                                                                 | دولت یونانی باختری        | باختر از طرف جنوب پاراپامیز و مغرب و شمال توسعه یافت و دولتی بزرگ گردید، چنان‌که از سغد تا رخج و از هریرود تا دهنهٔ رود سند و پنجاب هند عرض و طول این مملکت بود | | بلخ، آی خانم                       |
| ۲۵۶ تا ۱۳۰ قبل از میلاد           | آنتیوخوس                                                                                                | دولت یونانی باختری        | | | بلخ، آی خانم                       |
| ۲۵۶ تا ۱۳۰ قبل از میلاد           | آگاتوکل                                                                                                 | دولت یونانی باختری        | | | بلخ، آی خانم                       |
| ۲۵۶ تا ۱۳۰ قبل از میلاد           | اوکراتید                                                                                                | دولت یونانی باختری        | حمله مهرداد اول پادشاه اشکانی بباختر و شکست اوکراتید | | بلخ، آی خانم                       |
| ۲۵۶ تا ۱۳۰ قبل از میلاد           | هِلیوکل                                                                                                  | دولت یونانی باختری        | حمله طایفهٔ یوه‌چی (سکائی) به باختر و پایان کار سلسله یونانی در باختر (باکتریا) | | بلخ، آی خانم                       |
| ۲۴۸ قبل از میلاد تا ۲۲۶ میلادی    | | اشکانیان                  | اَرَشک | اختلاف میان یونانی‌های ساکن ایران - قیام اَشک و تأسیس سلسلهٔ اشکانی توسط پارت‌ها | نیسا، صد دروازه، تیسفون، آمل       |
| ۲۴۸ قبل از میلاد تا ۲۲۶ میلادی    | تیرداد                                                                                                  | اشکانیان                  | ادامهٔ جنگ با سلوکیان - اتحاد خاندان‌های بزرگ با اشکانیان | | نیسا، صد دروازه، تیسفون، آمل       |
| ۲۴۸ قبل از میلاد تا ۲۲۶ میلادی    | فرهاد دوم                                                                                               | اشکانیان                  | جنگ با سکاها - به قتل رساندن آنتیوخوس هفتم پادشاه سلوکی | | نیسا، صد دروازه، تیسفون، آمل       |
| ۲۴۸ قبل از میلاد تا ۲۲۶ میلادی    | مهرداد دوم                                                                                              | اشکانیان                  | وسیع شدن قلمرو اشکانیان - دفع حملهٔ سکاها - انتقال پایتخت به سلوکیه - جنگ با رومی‌ها | | نیسا، صد دروازه، تیسفون، آمل       |
| ۲۴۸ قبل از میلاد تا ۲۲۶ میلادی    | اُرُد دوم                                                                                                 | اشکانیان                  | شکست کراسوس سردار رومی از سورنا سردار ایرانی در نبرد حَرّّان | | نیسا، صد دروازه، تیسفون، آمل       |
| ۲۴۸ قبل از میلاد تا ۲۲۶ میلادی    | دیگر پادشاهان اشکانی                                                                                    | اشکانیان                  | تأسیس حکومت کوشانی و رواج دین بودا در مشرق ایران - ادامهٔ جنگ با روم - جنگ‌های داخلی میان اشکانیان - پیدایش مسیحیت در روم - جنگ با روم بر سر ارمنستان | | نیسا، صد دروازه، تیسفون، آمل       |
| ۲۴۸ قبل از میلاد تا ۲۲۶ میلادی    | اردوان پنجم                                                                                             | اشکانیان                  | ضعف حکومت اشکانی - قتل اردوان به‌دست اردشیر بابکان | | نیسا، صد دروازه، تیسفون، آمل       |
| ۴۰ تا ۲۲۶ میلادی                  | | کوشانیان                  | کوجوله کادفیزس | در قرن اول میلادی، قبایل صحراگرد یوئه-چی که از جانب شمال وارد باکتریا شده بودند یونانی‌ها را تارومار کرده، باکتریا را تصرف نمودند و سلسلهٔ کوشان را بنا نهادند. سکه‌های یونانی و حتی الفبای یونانی را متداول ساختند. کوشانی‌ها تا اواسط فرن اول میلادی شهرهای کابل و قندهار را نیز تسخیر کرده و امپراتوری خویش را وسعت بخشیدند. در این دوران دین بودایی نیز توسط آشوکا به این سرزمین وارد شد. در دوران حکمرانی کانیشکا، مبلغان آئین بودایی از طریق آسیای مرکزی به چین سفر نموده و در پخش و اشاعهٔ این آیین تلاش‌های زیادی کردند. بت‌های ۳۵ و ۵۳ متری بامیان که توسط طالبان نابود شدند از یادگارهای همین دوره بودند. - پادشاهی کانیشکا ۱۲۷–۱۴۷ م. | پوروشاپورا (پیشاور)، ماثوره، بگرام |
| ۴۰ تا ۲۲۶ میلادی                  | ویمه کادفیزس                                                                                            | کوشانیان                  | | در قرن اول میلادی، قبایل صحراگرد یوئه-چی که از جانب شمال وارد باکتریا شده بودند یونانی‌ها را تارومار کرده، باکتریا را تصرف نمودند و سلسلهٔ کوشان را بنا نهادند. سکه‌های یونانی و حتی الفبای یونانی را متداول ساختند. کوشانی‌ها تا اواسط فرن اول میلادی شهرهای کابل و قندهار را نیز تسخیر کرده و امپراتوری خویش را وسعت بخشیدند. در این دوران دین بودایی نیز توسط آشوکا به این سرزمین وارد شد. در دوران حکمرانی کانیشکا، مبلغان آئین بودایی از طریق آسیای مرکزی به چین سفر نموده و در پخش و اشاعهٔ این آیین تلاش‌های زیادی کردند. بت‌های ۳۵ و ۵۳ متری بامیان که توسط طالبان نابود شدند از یادگارهای همین دوره بودند. - پادشاهی کانیشکا ۱۲۷–۱۴۷ م. | پوروشاپورا (پیشاور)، ماثوره، بگرام |
| ۴۰ تا ۲۲۶ میلادی                  | کانیشکا                                                                                                 | کوشانیان                  | | در قرن اول میلادی، قبایل صحراگرد یوئه-چی که از جانب شمال وارد باکتریا شده بودند یونانی‌ها را تارومار کرده، باکتریا را تصرف نمودند و سلسلهٔ کوشان را بنا نهادند. سکه‌های یونانی و حتی الفبای یونانی را متداول ساختند. کوشانی‌ها تا اواسط فرن اول میلادی شهرهای کابل و قندهار را نیز تسخیر کرده و امپراتوری خویش را وسعت بخشیدند. در این دوران دین بودایی نیز توسط آشوکا به این سرزمین وارد شد. در دوران حکمرانی کانیشکا، مبلغان آئین بودایی از طریق آسیای مرکزی به چین سفر نموده و در پخش و اشاعهٔ این آیین تلاش‌های زیادی کردند. بت‌های ۳۵ و ۵۳ متری بامیان که توسط طالبان نابود شدند از یادگارهای همین دوره بودند. - پادشاهی کانیشکا ۱۲۷–۱۴۷ م. | پوروشاپورا (پیشاور)، ماثوره، بگرام |
| ۴۰ تا ۲۲۶ میلادی                  | هوویشکا                                                                                                 | کوشانیان                  | | در قرن اول میلادی، قبایل صحراگرد یوئه-چی که از جانب شمال وارد باکتریا شده بودند یونانی‌ها را تارومار کرده، باکتریا را تصرف نمودند و سلسلهٔ کوشان را بنا نهادند. سکه‌های یونانی و حتی الفبای یونانی را متداول ساختند. کوشانی‌ها تا اواسط فرن اول میلادی شهرهای کابل و قندهار را نیز تسخیر کرده و امپراتوری خویش را وسعت بخشیدند. در این دوران دین بودایی نیز توسط آشوکا به این سرزمین وارد شد. در دوران حکمرانی کانیشکا، مبلغان آئین بودایی از طریق آسیای مرکزی به چین سفر نموده و در پخش و اشاعهٔ این آیین تلاش‌های زیادی کردند. بت‌های ۳۵ و ۵۳ متری بامیان که توسط طالبان نابود شدند از یادگارهای همین دوره بودند. - پادشاهی کانیشکا ۱۲۷–۱۴۷ م. | پوروشاپورا (پیشاور)، ماثوره، بگرام |
| ۴۰ تا ۲۲۶ میلادی                  | واسودوا                                                                                                 | کوشانیان                  | | در قرن اول میلادی، قبایل صحراگرد یوئه-چی که از جانب شمال وارد باکتریا شده بودند یونانی‌ها را تارومار کرده، باکتریا را تصرف نمودند و سلسلهٔ کوشان را بنا نهادند. سکه‌های یونانی و حتی الفبای یونانی را متداول ساختند. کوشانی‌ها تا اواسط فرن اول میلادی شهرهای کابل و قندهار را نیز تسخیر کرده و امپراتوری خویش را وسعت بخشیدند. در این دوران دین بودایی نیز توسط آشوکا به این سرزمین وارد شد. در دوران حکمرانی کانیشکا، مبلغان آئین بودایی از طریق آسیای مرکزی به چین سفر نموده و در پخش و اشاعهٔ این آیین تلاش‌های زیادی کردند. بت‌های ۳۵ و ۵۳ متری بامیان که توسط طالبان نابود شدند از یادگارهای همین دوره بودند. - پادشاهی کانیشکا ۱۲۷–۱۴۷ م. | پوروشاپورا (پیشاور)، ماثوره، بگرام |
| ۴۵۵ تا ۵۶۰ میلادی                 | | هپتالیان (هیاطله)         | | هفتالیان یا یفتالیان قومی آریای نژاد بودند که از ایالت کانسوی چین به حدود تخارستان هجوم آوردند. پیروز پادشاه ساسانی که تازه از قلع و قمع کردن کیداریان پرداخته بود، به دفع آنان قیام کرد. اما مغلوب و اسیر شد و بناچار شهر طالقان را که قبل از غلبهٔ او بر کیداریان شهر سرحدی مستحکمی بود بدیشان تسلیم کرد و متعهد شد که از آنجا تجاوز نکند و نیز مجبور شد با پرداخت غرامت جنگ، آزادی خود را بخرد. پسرش کواذ دو سال به عنوان گروگان در دربار پادشاه هفتالیان ماند تا تمام مبلغ پرداخته شد. بعد از آن پیروز با وجود ممانعت سپاهبذ وهرام دوباره با هفتالیان وارد جنگ شد. این لشکرکشی در سال ۴۸۴ م. عاقبتی بس وخیم یافت. هپتالیان داخل مملکت ایران شدند و چندین ایالت را با شهرهای مروال‌رود و هرات تصرف کردند و خراجی سالیانه بر ایرانیان تحمیل کردند. تسلط هفتالیان بر ایران موجد خواری و ذلت بسیار برای ایرانیان بود، و زیان‌ها و خسارتهای مادی و معنوی جبران‌ناپذیری به بار آورد. دولت هپتالیان تا حدود ۵۶۰ م. دوام داشت. در بین سال‌های ۵۵۸ م؛ و ۵۶۱ م. انوشیروان پادشاه ساسانی، این دولت را که بر اثر حملهٔ یک قبیلهٔ تاجک به سرداری سین‌جیبو (سیلزیبول) متزلزل شده بود، برانداخت. امروز نیز نواده‌های یفتالیان در بدخشان امروزی خراسان (افغانستان) زندگی می‌کنند که آستان شان به نام خود شان (یفتل) مسمی و مشهور است و این اقوام خود را تاجک می‌نامند که دارای جلد سپید قد متوسط و طورت جذاب می‌باشند | بامیان                             |
| ۲۲۶ تا ۶۵۰ میلادی                 | | ساسانیان                  | اردشیر بابکان | اردشیر از نوادگان ساسان بر پایهٔ تعالیم زردشتی در ایران شورش می‌کند و آخرین اشک را از پا درمی‌آورد و سلسله ساسانی را تشکیل می‌دهد. ساسانیان خود را جانشینان هخامنشیان معرفی می‌کردند. | تیسفون                             |
| ۲۲۶ تا ۶۵۰ میلادی                 | شاپور اول                                                                                               | ساسانیان                  | شاپور اول، در مقابل والریان امپراتور روم به پیروزی بزرگی می‌رسد. والریان اسیر می‌شود و شاپور برای تحقیر او، از او به عنوان چهارپایه‌ای برای سوار شدن بر اسبش استفاده می‌کند. | | تیسفون                             |
| ۲۲۶ تا ۶۵۰ میلادی                 | هرمز اول، بهرام اول، بهرام دوم، بهرام سوم، نرسی، هرمز دوم                                               | ساسانیان                  | | | تیسفون                             |
| ۲۲۶ تا ۶۵۰ میلادی                 | شاپور دوم (ذوالاکتاف)                                                                                   | ساسانیان                  | در حمله‌ای سخت اعراب را شکست می‌دهد و به روایتی کتف آنان را سوراخ می‌کند. | | تیسفون                             |
| ۲۲۶ تا ۶۵۰ میلادی                 | اردشیر دوم، شاپور سوم، بهرام چهارم، یزدگرد اول، بهرام پنجم (بهرام گور)، یزدگرد دوم، هرمز سوم، پیروز یکم | ساسانیان                  | انقراض روم غربی بر اثر حمله قبایل وحشی | | تیسفون                             |
| ۲۲۶ تا ۶۵۰ میلادی                 | خسرو اول (انوشیروان)                                                                                    | ساسانیان                  | پس از قباد، انوشیروان، معروف به انوشیروان دادگر که وزیر دانایش بوزرجمهر (بوذرجمهر) یا بزرگمهر نام داشت به سلطنت رسید. در زمان انوشیروان کتاب کلیله و دمنه از هند به ایران آورده و ترجمه شد. انوشیروان همچنین مزدکیان را قلع و قمع کرد و آنان را اعدام یا زندانی کرد. پیامبر اسلام در این دوران متولد می‌شود. | | تیسفون                             |
| ۲۲۶ تا ۶۵۰ میلادی                 | هرمز چهارم                                                                                              | ساسانیان                  | | | تیسفون                             |
| ۲۲۶ تا ۶۵۰ میلادی                 | خسرو دوم (خسرو پرویز)                                                                                   | ساسانیان                  | باربد موسیقیدان ایرانی در این دوره زندگی می‌کرد. هجرت پیامبر از مکه به مدینه در دوران خسروپرویز بود. خسروپرویز نامه پیامبر به او برای دعوت به اسلام را پاره کرد. در دوران خسرو بهرام ششم یا بهرام چوبین که یک ژنرال ارتش بود حکومت را از شاه گرفت و خسروپرویز به روم شرقی گریخت و امپراتور روم، به او کمک کرد و حکومت را از بهرام باز پس گرفت و به او داد. پس از این که شاه جدید روم شاه قبلی را کشت و به حکومت رسید، خسروپرویز به خونخواهی از امپراتوری که به او کمک کرده بود، قسمت‌هایی از روم را اشغال کرد اما دوباره آن‌ها را از دست داد. | | تیسفون                             |
| ۲۲۶ تا ۶۵۰ میلادی                 | قباد دوم (شیرویه)، اردشیر سوم، شهربراز، ملکه بوران‌دخت، ملکه آزرمی‌دخت، هرمز پنجم                         | ساسانیان                  | | | تیسفون                             |
| ۲۲۶ تا ۶۵۰ میلادی                 | یزدگرد سوم                                                                                              | ساسانیان                  | یزدگرد سوم آخرین پادشاه ساسانی بود که در سن جوانی به حکومت رسید. زمانی که او به حکومت رسید، ایران در وضعیت آشفته‌ای قرار داشت. اعراب نیز پس از مدتی حمله به ایران را شروع کردند. برخی گفته‌اند بین یزدگرد و عمر در این دوران نامه‌هایی نیز رد و بدل شده که البته در صحّت آن تردید شده است. و سرانجام سپاه ایران به فرماندهی رستم فرخزاد در محل قادسیه از سپاه اعراب مسلمان شکست خورد. به زودی تیسفون (مدائن) توسط اعراب فتح شد و ایرانیان به تدریج به اسلام گرویدند. یزدگرد که فراری شده بود به دست فردی ناشناس در نواحی مرو کشته شد.          | | تیسفون                             |
| ۶۵۰ تا ۸۷۰ میلادی                 | | کابلشاهان و رتبیلان       | | کابلشاهان و رتبیلان بازماندگان کوشانیان و هپتالیان بودند و در کابلستان فرمانروایی می‌کردند. این دو پادشاهی هنگام هجوم عرب‌های مسلمان به خراسان منقرض شدند. - لشکرکشی عرب‌ها به کابل در ۶۹۹ م. | کابل                               |
| ۶۵۰ تا ۸۳۳ میلادی                 | قرن اول و دوم هجری قمری                                                                                 | امویان و عباسیان          | خلفای اموی و عباسی | پس از انقراض ساسانیان، اعراب مسلمان به بهانه انتشار دین اسلام همسایگان را مورد تاخت و تاز قرار داده، دارایی‌ها را به نام غنیمت تاراج، جوانان را به غلامی، زنان را به کنیزی و پیرمردان را به‌نام زندیق کشتند. در سال ۴۷ هجری قمری (۶۶۷ میلادی) اعراب از طریق هرات از آمودریا گذشتند، ولی تا سال ۹۱ هجری قمری (۷۰۹ میلادی) که بر سرزمین‌های باکتریا و ماوراءالنهر مسلط شوند با مقاومت شدید مردم روبرو شدند و در برخی موارد تلفات سنگین جانی را نیز متحمل شدند. در کابل اعراب با ایستادگی جوانی بنام رستمداد کابلی روبرو شده چندین شبانه روز در محاصره ماندند، آخر قوای تازه دم اعراب تحت فرماندهی یکی از سرداران عرب به نام لیس ابن قیس معروف به شاه دوشمشیره به کمک سپاهیان رسیدند. لیس بن قیس در محلی که امروز سفارت ایران و وزارت خارجه افغانستان قرار دارند پنج‌هزار نفر را در یک روز سر برید. پس از خلافت عمر، عثمان و علی، امویان حکومت کرده و پس از چندی ضعیف شدند، عباسیان به کمک ابومسلم خراسانی (بهزادان) و ایرانیان همیار او (سیاه‌جامگان)، خلافت را به دست آوردند اما بعد ابومسلم را کشتند و حکومتی ظالم‌تر از امویان به وجود آوردند. بعدها قیام‌هایی از جمله قیام مقنع نیز علیه عباسیان صورت گرفت که سرکوب شد. | دمشق، بغداد                        |
| ۸۲۱ تا ۸۷۳ میلادی                 | نیمه اول قرن سوم هجری قمری                                                                              | طاهریان                   | طاهر ذوالیمینین | طاهر از سرداران مأمون بود که در خراسان حکومتی مستقل تشکیل داد. طاهر در چند جنگ خوارج را شکست داد. طاهر به تدریج سیستان و ماوراءالنهر را نیز تصرف کرد و آن مناطق را امن و آرام کرد. قیام سرخ جامگان به رهبری بابک خرمدین در آذربایجان علیه خلافت عباسی در همان زمان صورت گرفت. همچنین مازیار نیز در این دوران در طبرستان قیام کرد که توسط طاهریان سرکوب شد. | نیشابور                            |
| ۸۲۱ تا ۸۷۳ میلادی                 | نیمه اول قرن سوم هجری قمری                                                                              | طاهریان                   | امیران دیگر تا محمدبن طاهر | حکومت طاهریان در زمان محمد بن طاهر توسط یعقوب لیث صفاری سرکوب شد. – زندگی حنظله بادغیسی - زندگی محمد بن جریر طبری | نیشابور                            |
| ۸۶۱ تا ۱۰۰۳ میلادی                | نیمه دوم قرن سوم هجری قمری                                                                              | صفاریان                   | یعقوب لیث صفاری | انقراض طاهریان توسط یعقوب - سرکوب خوارج – جنگ یعقوب با خلیفه عباسی و شکست از او | زرنگ                               |
| ۸۶۱ تا ۱۰۰۳ میلادی                | نیمه دوم قرن سوم هجری قمری                                                                              | صفاریان                   | عمرو لیث | جنگ با امیر اسماعیل سامانی بر اثر توطئه خلیفه – اسارت عمرولیث توسط خلیفه و قتل او در زندان بغداد – پس از او صفاریان به‌طور ضعیفی حکومت کوچکی در اختیار داشتند. | زرنگ                               |
| ۸۷۵ تا ۹۹۹ میلادی                 | قرن چهارم هجری قمری                                                                                     | سامانیان                  | نصر اول | سامانیان که منسوب به سامان خدات، دهقانی زرتشتی از نواحی بلخ و به قولی سمرقند و مالک قریه سامان در آن نواحی بودند، از زمان خلافت مأمون در خراسان، یعنی اندک مدتی پیش از روی کار آمدن طاهریان، در قسمتی از ماوراءالنهر حکومت‌های مستقل کوچکی را که به حکم خلیفه به آن‌ها واگذار شده بود، به عهده داشتند؛ و نسب خود را - به دنبال به دست گرفتن قدرت - به بهرام چوبین، سردار معروف عهد ساسانیان می‌رساندند. مؤسس این سلسله، نصر اول است. وزیرانی چون جیهانی و بلعمی – زندگی بزرگانی چون رودکی، رابعه بلخی، دقیقی بلخی، ابوعلی سینا، ابو نصر فارابی، زکریای رازی – قدرت گرفتن تدریجی سپهسالاران | سمرقند، بخارا، هرات                |
| ۸۷۵ تا ۹۹۹ میلادی                 | قرن چهارم هجری قمری                                                                                     | سامانیان                  | اسماعیل سامانی | سامانیان که منسوب به سامان خدات، دهقانی زرتشتی از نواحی بلخ و به قولی سمرقند و مالک قریه سامان در آن نواحی بودند، از زمان خلافت مأمون در خراسان، یعنی اندک مدتی پیش از روی کار آمدن طاهریان، در قسمتی از ماوراءالنهر حکومت‌های مستقل کوچکی را که به حکم خلیفه به آن‌ها واگذار شده بود، به عهده داشتند؛ و نسب خود را - به دنبال به دست گرفتن قدرت - به بهرام چوبین، سردار معروف عهد ساسانیان می‌رساندند. مؤسس این سلسله، نصر اول است. وزیرانی چون جیهانی و بلعمی – زندگی بزرگانی چون رودکی، رابعه بلخی، دقیقی بلخی، ابوعلی سینا، ابو نصر فارابی، زکریای رازی – قدرت گرفتن تدریجی سپهسالاران | سمرقند، بخارا، هرات                |
| ۸۷۵ تا ۹۹۹ میلادی                 | قرن چهارم هجری قمری                                                                                     | سامانیان                  | امیران سامانی | سامانیان که منسوب به سامان خدات، دهقانی زرتشتی از نواحی بلخ و به قولی سمرقند و مالک قریه سامان در آن نواحی بودند، از زمان خلافت مأمون در خراسان، یعنی اندک مدتی پیش از روی کار آمدن طاهریان، در قسمتی از ماوراءالنهر حکومت‌های مستقل کوچکی را که به حکم خلیفه به آن‌ها واگذار شده بود، به عهده داشتند؛ و نسب خود را - به دنبال به دست گرفتن قدرت - به بهرام چوبین، سردار معروف عهد ساسانیان می‌رساندند. مؤسس این سلسله، نصر اول است. وزیرانی چون جیهانی و بلعمی – زندگی بزرگانی چون رودکی، رابعه بلخی، دقیقی بلخی، ابوعلی سینا، ابو نصر فارابی، زکریای رازی – قدرت گرفتن تدریجی سپهسالاران | سمرقند، بخارا، هرات                |
| ۹۶۳ تا ۱۱۸۷ میلادی                | اواسط قرن چهارم تا نیمه‌های قرن پنجم هجری قمری                                                           | غزنویان                   | آلپتکین | | غزنین                              |
| ۹۶۳ تا ۱۱۸۷ میلادی                | اواسط قرن چهارم تا نیمه‌های قرن پنجم هجری قمری                                                           | غزنویان                   | سبکتکین | گسترش حکومت غزنوی – زندگی باباطاهر عریان | غزنین                              |
| ۹۶۳ تا ۱۱۸۷ میلادی                | اواسط قرن چهارم تا نیمه‌های قرن پنجم هجری قمری                                                           | غزنویان                   | سلطان محمود غزنوی | فتح سرزمین‌های بازماندگان صفاریان – تصرف قسمتی از قلمرو آل بویه – حمله محمود به هند – وزارت حسنک وزیر – زندگی ابوالقاسم فردوسی طوسی سراینده شاهنامه، سنایی، عنصری بلخی، خواجه عبدالله انصاری، ابوریحان بیرونی | غزنین                              |
| ۹۶۳ تا ۱۱۸۷ میلادی                | اواسط قرن چهارم تا نیمه‌های قرن پنجم هجری قمری                                                           | غزنویان                   | سلطان مسعود غزنوی | قتل حسنک وزیر – شکست از سلجوقیان در جنگ دندانقان | غزنین                              |
| ۱۰۵۵ تا ۱۱۹۴ میلادی               | اواسط قرن پنجم تا اواخر قرن ششم هجری قمری                                                               | سلجوقیان                  | طغرل | پیروزی بر مسعود غزنوی در جنگ دندانقان - براندازی بقایای آل زیار - براندازی آل بویه - تأیید توسط خلیفه بغداد – وزارت عمید الملک و ابوالقاسم جوینی – زندگی ناصرخسرو قبادیانی | نیشابور، اصفهان، بغداد             |
| ۱۰۵۵ تا ۱۱۹۴ میلادی               | اواسط قرن پنجم تا اواخر قرن ششم هجری قمری                                                               | سلجوقیان                  | آلب ارسلان | پیروزی بر روم شرقی (بیزانس) در جنگ ملازگرد و اسیر کردن امپراتور روم – وزارت خواجه نظام الملک | نیشابور، اصفهان، بغداد             |
| ۱۰۵۵ تا ۱۱۹۴ میلادی               | اواسط قرن پنجم تا اواخر قرن ششم هجری قمری                                                               | سلجوقیان                  | ملکشاه | مرزهای سلجوقی از چین تا ترکیه امروزی پیش می‌رود - وزارت خواجه نظام الملک – تأسیس مدارس نظامیه – دوران قدرت حسن صباح سردسته اسماعیلیان آن زمان در غرب در قلعه الموت – تهیه تقویم جلالی توسط خیام و رسمی شدن تاریخ هجری شمسی در کشور در کنار تاریخ هجری قمری که بعدها دوباره تا زمان رضاخان فراموش شد | نیشابور، اصفهان، بغداد             |
| ۱۰۵۵ تا ۱۱۹۴ میلادی               | اواسط قرن پنجم تا اواخر قرن ششم هجری قمری                                                               | سلجوقیان                  | سلطان سنجر | سرکوب سرکشی‌های داخلی | نیشابور، اصفهان، بغداد             |
| ۱۰۵۵ تا ۱۱۹۴ میلادی               | اواسط قرن پنجم تا اواخر قرن ششم هجری قمری                                                               | سلجوقیان                  | شاهان دیگر سلجوقی | جنگ‌های صلیبی (۱۰۹۵–۱۲۹۱ م) (۴۸۸–۶۹۰ ه‍.ق) - (۱۱۷۴–۱۱۹۳ م) فرمانروایی صلاح الدین ایوبی، مؤسس سلسلهٔ ایوبیان در مصر، شام، یمن، حجاز و دیار بکر. وی قهرمان سلحشور مسلمان در جنگ‌های صلیبی است. - قدرت گرفتن اتابکان – تجزیه حکومت سلجوقیان – تهاجم قراختاییان، غزها و خوارزمشاهیان – زندگی شهاب الدین سهروردی، شیخ اشراق | نیشابور، اصفهان، بغداد             |
| ۱۱۴۰ تا ۱۲۱۵ میلادی               | اواسط قرن ششم تا اوایل قرن هفتم هجری قمری                                                               | غوریان                    | علاءالدین جهانسوز و شاهان دیگر | در سال ۵۳۵ هجری قمری (۱۱۴۰ میلادی) غوریان شهر با شکوه غزنی را که زمانی لقب عروس شهرها را داشت به تصرف خود درآوردند. علاءالدین غوری معروف به جهانسوز این شهر زیبا را به آتش کشیده اجساد سلاطین غزنوی مگر محمود و پسرش مسعود را از قبرها بیرون کشید و سوزاند. غوریان که همواره خواب رسیدن به سرزمین زرخیز هندوستان را می‌دیدند، بعد از ویران ساختن غزنی در اسرع وقت رهسپار هندوستان شدند. یکی از غلامان ترک غوریان به‌نام قطب‌الدین تخت و تاج دهلی را تصاحب کرد و پس از وی غلامان ترک به مدت یک قرن این تخت و تاج را در اختیار داشتند. حاکمیت غوریان توسط خوارزمشاهیان که در شمال غرب خراسان بنام آل مأمون از دورهٔ سامانیان به بعد حکومت محلی داشتند سرنگون گردید. | فیروزکوه                           |
| ۱۰۹۴ تا ۱۲۲۱ میلادی               | قرن ششم و اوایل قرن هفتم                                                                                | خوارزمشاهیان              | قطب الدین محمد | | سمرقند، گرگانج                     |
| ۱۰۹۴ تا ۱۲۲۱ میلادی               | قرن ششم و اوایل قرن هفتم                                                                                | خوارزمشاهیان              | اتسز، ارسلان، سلطانشاه، سلطان علاءالدین محمد ابن تکش | زندگی نظامی گنجوی (گنجه‌ای) | سمرقند، گرگانج                     |
| ۱۰۹۴ تا ۱۲۲۱ میلادی               | قرن ششم و اوایل قرن هفتم                                                                                | خوارزمشاهیان              | سلطان محمد | تصرف سرزمین قراختاییان و همسایه شدن با مغولان – غارت کاروان مغول در شهر مرزی اترار، مطالبه قاتلین از طرف چنگیز، مخالفت سلطان محمد به خواست ترکان خاتون مادرش – حمله مغولان به خراسان، فرار سلطان محمد به جزیره آبسکون در دریای مازندران – زندگی عطار نیشابوری | سمرقند، گرگانج                     |
| ۱۰۹۴ تا ۱۲۲۱ میلادی               | قرن ششم و اوایل قرن هفتم                                                                                | خوارزمشاهیان              | جلال‌الدین منکبرنی | جنگ‌ها و تعقیب و گریزهای طولانی جلال‌الدین با سپاهیان مغول و مقاومت در برابر چنگیز در شهرهای مختلف | سمرقند، گرگانج                     |
| ۱۲۲۱ تا ۱۳۵۳ میلادی               | نیمه اول قرن هفتم تا نیمه اول قرن هشتم هجری قمری                                                        | اشغال مغولان              | چنگیزخان | حمله به خراسان و قتل و کشتار فراوان و آتش زدن کتابخانه‌ها و… ۱۲۲۱ م. - چنگیز در پایان عمر متصرفاتش را به فرزندانش جوجی، تولوی، اکتای و جغتای می‌سپارد. - مرگ چنگیز در ۱۲۲۶ میلادی | تبریز، سلطانیه                     |
| ۱۲۲۱ تا ۱۳۵۳ میلادی               | نیمه اول قرن هفتم تا نیمه اول قرن هشتم هجری قمری                                                        | ایلخانان                  | هلاکو | سرکوب اسماعیلیان، انقراض عباسیان، ساخت رصدخانه مراغه | تبریز، سلطانیه                     |
| ۱۲۲۱ تا ۱۳۵۳ میلادی               | نیمه اول قرن هفتم تا نیمه اول قرن هشتم هجری قمری                                                        | ایلخانان                  | اباقا خان، تکودار، ارغون، گیخاتو، بایدو | زندگی سعدی – زندگی مولانا جلال الدین محمد بلخی رومی مشهور به مولوی - سفر مارکوپولو از راه جاده ابریشم (آسیای صغیر و خراسان) به چین | تبریز، سلطانیه                     |
| ۱۲۲۱ تا ۱۳۵۳ میلادی               | نیمه اول قرن هفتم تا نیمه اول قرن هشتم هجری قمری                                                        | ایلخانان                  | غازان خان | مسلمان شدن غازان– وزارت خواجه رشیدالدین فضل‌الله همدانی در دربار غازان | تبریز، سلطانیه                     |
| ۱۲۲۱ تا ۱۳۵۳ میلادی               | نیمه اول قرن هفتم تا نیمه اول قرن هشتم هجری قمری                                                        | ایلخانان                  | الجایتو (محمد خدابنده) | گرایش مغولان به تشیع – زندگی عبید زاکانی | تبریز، سلطانیه                     |
| ۱۲۲۱ تا ۱۳۵۳ میلادی               | نیمه اول قرن هفتم تا نیمه اول قرن هشتم هجری قمری                                                        | ایلخانان                  | ابوسعید | قتل خواجه رشیدالدین فضل‌الله – سقوط ایلخانیان | تبریز، سلطانیه                     |
| ۱۳۳۲ تا ۱۳۷۰ میلادی               | اواسط قرن هشتم هجری قمری                                                                                | آل کرت                    | | پس از سقوط مغول‌ها در قرن هشتم هجری قمری (چهاردهم میلادی) آل کرت هرات که بازماندگان سلسله غوریان بودند فرصت یافتند در فاصله سال‌های ۷۳۳ هجری قمری (۱۳۳۲ میلادی) تا ۷۷۲ هجری قمری/۱۳۷۰ میلادی مستقلاً بر سرزمین خویش حکومت کنند. اما حکومت مستقل ایشان به دست تیمور لنگ، از نوادگان دختری چنگیزخان که قبایل ترک تحت فرمان خود در مقرش در سمرقند به قصد جهانگشایی به حرکت درآورده بود سر نگون شد. | هرات                               |
| ۱۳۷۰ تا ۱۵۰۶ میلادی               | ۷۷۱ تا ۹۱۱ هجری قمری                                                                                    | تیموریان (گورکانیان)      | تیمور لنگ | تیمور که خود را از بستگان چنگیز معرفی می‌کرد، چندین بار این سو تا آنسوی هندوکش را زیر سم ستوران خود گذراند؛ مشهورترین لشکرکشی‌های وی در ۸۰۱ هجری قمری (۱۳۹۸ میلادی) انجام شد که طی آن هندوستان فتح و دهلی غارت گردید، و یکبار دیگر پس از چنگیز این نواحی دستخوش چپاول و ویرانی شد. – زندگی حافظ شیرازی | هرات (از زمان شاهرخ)               |
| ۱۳۷۰ تا ۱۵۰۶ میلادی               | ۷۷۱ تا ۹۱۱ هجری قمری                                                                                    | تیموریان (گورکانیان)      | شاهرخ | پس از یک سال جنگ و رقابت‌های خانوادگی، حکومت هرات و نیز ماوراءالنهر را به‌دست گرفت. وی هرات را به عنوان پایتخت خود برگزید، حصارهای آن را مرمت و بازسازی کرد و در آن بناهای مجللی ساخت، و این شهر به صورت مرکز مهم سیاسی و بازرگانی منطقه درآمد. در این سال‌ها معماران، نقاشان، علما و محققان و موسیقی دانان مورد تکریم و تجلیل فراوان قرار گرفتند - بنای مسجد گوهرشاد به سفارش همسر شاهرخ، گوهرشاد آغا – زندگی بایسنقر فرزند شاهرخ | هرات (از زمان شاهرخ)               |
| ۱۳۷۰ تا ۱۵۰۶ میلادی               | ۷۷۱ تا ۹۱۱ هجری قمری                                                                                    | تیموریان (گورکانیان)      | الغ بیک | ساخت رصدخانه سمرقند – زندگی عبدالرحمان جامی شاعر فارسی‌گوی – قیام مارتین لوتر و رنسانس و به وجود آمدن فرقه پروتستان در مسیحیت و آغاز قرون جدید – زندگی افرادی چون لئوناردو داوینچی، نیوتن و پاسکال در اروپا | هرات (از زمان شاهرخ)               |
| ۱۳۷۰ تا ۱۵۰۶ میلادی               | ۷۷۱ تا ۹۱۱ هجری قمری                                                                                    | تیموریان (گورکانیان)      | سلطان حسین بایقرا | هنرمند مینیاتوریست استاد کمال‌الدین بهزاد، در حدود سال ۸۴۴ هجری قمری (۱۴۴۰ میلادی) در هرات تولد یافت و در دربار سلطان حسین بایقرا، آخرین شاهزاده‌ای تیموری، زندگی کرد. - اضمحلال تیموریان | هرات (از زمان شاهرخ)               |
| ۱۴۵۱ تا ۱۵۲۴ میلادی               | ۸۵۵ تا ۹۳۰ هجری قمری                                                                                    | لودی                      | بهلول لودی | امپراتوری تیموریان نیز تدریجاً به سوی زوال می‌رفت؛ و یکبار دیگر، با زوال اقتدار فرمانروایان خارجی، مردم و رهبران بومی این سرزمین امکان آن را یافتند که تجدید قوا کنند و برای بذست گرفتن حکومت سرزمین خود سر برآورند. یکی ازین رهبران، شخصی بنام بهلول لودی بود. لودی در سال ۸۵۵ هجری قمری (۱۴۵۱میلادی) تاج و تخت دهلی را نیز تصاحب کرد و سلسله لودی را که هفتاد و پنج سال دوام کرد تأسیس نمود. | دهلی                               |
| ۱۴۵۱ تا ۱۵۲۴ میلادی               | ۸۵۵ تا ۹۳۰ هجری قمری                                                                                    | لودی                      | سکندر ثانی | امپراتوری تیموریان نیز تدریجاً به سوی زوال می‌رفت؛ و یکبار دیگر، با زوال اقتدار فرمانروایان خارجی، مردم و رهبران بومی این سرزمین امکان آن را یافتند که تجدید قوا کنند و برای بذست گرفتن حکومت سرزمین خود سر برآورند. یکی ازین رهبران، شخصی بنام بهلول لودی بود. لودی در سال ۸۵۵ هجری قمری (۱۴۵۱میلادی) تاج و تخت دهلی را نیز تصاحب کرد و سلسله لودی را که هفتاد و پنج سال دوام کرد تأسیس نمود. | دهلی                               |
| ۱۴۵۱ تا ۱۵۲۴ میلادی               | ۸۵۵ تا ۹۳۰ هجری قمری                                                                                    | لودی                      | ابراهیم ثانی | امپراتوری تیموریان نیز تدریجاً به سوی زوال می‌رفت؛ و یکبار دیگر، با زوال اقتدار فرمانروایان خارجی، مردم و رهبران بومی این سرزمین امکان آن را یافتند که تجدید قوا کنند و برای بذست گرفتن حکومت سرزمین خود سر برآورند. یکی ازین رهبران، شخصی بنام بهلول لودی بود. لودی در سال ۸۵۵ هجری قمری (۱۴۵۱میلادی) تاج و تخت دهلی را نیز تصاحب کرد و سلسله لودی را که هفتاد و پنج سال دوام کرد تأسیس نمود. | دهلی                               |
| ۱۵۰۰ تا ۱۵۱۰ میلادی               | ۹۰۵ تا ۱۰۰۷ هجری قمری                                                                                   | شیبانیان                  | محمد شیبانی | بنیانگذار دولت شیبانی‌ها محمد شیبانی از احفاذ جوجی پسر چنگیزخان بود که با تصرف ماوراءالنهر در سال ۱۵۰۰ میلادی از حاکمان گورکانی، سلطنت شیبانی‌ها را اساس گذاشت. او سپس حملات خود را برای تصرف تمام خراسان بسوی جنوب ادامه داد. اما بعد از تصرف قندهار و هرات در جنگ با شاه اسماعیل صفوی در ۱۵۱۰ به قتل رسید. بازماندگان محمد شیبانی تا سال ۱۵۹۹ میلادی در سمرقند و بخارا به حکومت ادامه دادند. | سمرقند و بخارا                     |
| ۱۵۰۴ تا ۱۵۱۹ میلادی               | ۹۱۰ تا ۹۲۵ هجری قمری                                                                                    | امپراتوری مغولی هند       | بابر | ظهیرالدین محمد بابر بزرگ‌ترین فرزند عمر شیخ شاهزادهٔ تیموری بود که بر فرغانه حکم می‌راند؛ ولی پس از آن‌که بر جای پدر خود نشست، ترکان ازبک تمامی ملک و موطن وی را تصرف کردند، وی در سال ۹۱۰ هجری قمری (۱۵۰۴ میلادی)، شکست خورده و پریشان، به همراه چند صد نفر از وفادارانش سفری را به امید فتوحات احتمالی آغاز کرد که آخر مؤسس امپراتوری مغولان هند شد. ظهیرالدین مانند جدش تیمور لنگ ترک بود و به ترک بودنش مباهات می‌کرد و همچنان مدعی بود که نوه چنگیزخان است. او شهر کابل رابرای آب و هوای مطبوع و اهمیت بازرگانی و سوق جیشی آن به عنوان مرکز خویش برگزید. بعد از فتح هند دیگر هیچگاه به کابل برنگشت، اما بنا به وصیت خود، جسدش را بعد از مرگ به این شهر آورده و در باغی که خودش بنام باغ بابر (این باغ تا هنوز به همین نام موجود است) دایر کرده بود منتقل و دفن نمودند. پس از مرگ بابر ستاره اقبال امپراتوری تازه تأسیس یافته مغول برای مدت بیست سال در حضیض بود. یکی از بسته گان لودی‌ها شخصی بنام فرید شیر شاه سوری تخت و تاج هند را از همایون فرزند و جانشین بابر تصاحب نمود، و سلسله‌ای را بنام سوری‌ها را بنیان گذاشت. همایون مدت پانزده سال در تبعید به‌سر برد و عاقبت به کمک ایران قندهار و کابل را دو باره به‌دست‌آورد. در سال ۹۶۲ هجری قمری (۱۵۵۵ میلادی، دهلی را نیز دوباره به کف آورد. اکبرشاه پسر همایون بعد از پدرش به تخت نشست و امپراتوری مغولان هند را دوباره تثبیت ساخت. اکبرشاه بسال ۱۰۱۴ هجری قمری (۱۶۰۵ میلادی، چشم از جهان فروبست، و پسرش جهانگیر بر جایش نشست. در این دوره خراسان میان سه دولت صفوی، شیبانی و بابری تجزیه و تقسیم گردیده بود و جنگ میان دولتمداران آن‌ها بر سر توسعهٔ قلمرو در خراسان ادامه یافت. این در حالی بود که مردم در داخل خراسان از حاکمان و حاکمیت هر سه خانواده نارضایتی داشتند و علیه آن‌ها به مخالفت و قیام‌های طولانی دست زدند. درحالی‌که تسلط شیبانی‌ها با ایجاد حکومت‌های محلی خودمختار در شمال خراسان رو به ضعف می‌نهاد، سلطهٔ بابری‌ها در ولایات شرقی به قیام‌های مسلحانه و دیرپا اما ناموفق روبرو گردید. معروف‌ترین این قیام‌ها، قیام روشانیان و قیامی در دورهٔ حکومت شاه جهان، برهبری خوشحال‌خان ختک شاعر جنگجوی مشهور پشتون بود که تا سال ۱۶۹۱ میلادی ادامه یافت. خوشحال در چندین مصاف با مغولان جنگید. شاه جهان حکومت پیشاور را به خوشحال‌خان بخشید، اما اورنگ‌زیب بعد از آن‌که پدرش شاه جهان را خلع و خود بر مسند امپراتوری مغول تکیه زد تمام صلاحیت‌های خوشحال را محدود نموده آخر او را به زندان افگند. حکومت طولانی اورنگ‌زیب همراه با شورش‌های مداوم قبایل پشتون مواجه بود؛ خوشحال خان در گروگان سپاهیان مغول بود و ایشان هم همواره تلاش می‌کردند تا شورش قبایل را سرکوب نمایند، او حتی در زندان نیز عمیق‌ترین انزجار و تنفر خود را توسط اشعارش نسبت به مغولان تبارز می‌داد. خوشحال بعد از دو سال از زندان رها شد و بقیه عمر خود را در مبارزه علیه ایشان سپری نمود، او همیشه سعی می‌کرد تا اقوام پراکندهٔ پشتون را علیه مغولان متحد سازد. با مرور زمان شالوده‌های امپراتوری مغولان هند بر اثر سوء تدبیرهای اورنگ‌زیب سست گشت، و این امپراتوری در فاصله کوتاهی پس از مرگ اورنگ‌زیب در سال ۱۱۱۸ هجری قمری (۱۷۰۷ میلادی) تجزیه شد و از هم پاشید. در فروپاشی امپراتوری مغولان هند افغان‌ها بی تأثیر نبودند. طی دویست (دوصد) سالی که مغولان حکومت هند را در دست داشتند، شهرهای مرزی افغانستان از سه سو مورد کمکش و محل منازعه بودند: مغول‌ها از یک سو، صفویان از سمت غرب، و ترکان ازبک از سمت شمال. کابل، هرات و قندهار بارها میان این مدعیان متخاصم دست به دست شدند. | کابل                               |
| ۱۵۰۴ تا ۱۵۱۹ میلادی               | ۹۱۰ تا ۹۲۵ هجری قمری                                                                                    | امپراتوری مغولی هند       | همایون | ظهیرالدین محمد بابر بزرگ‌ترین فرزند عمر شیخ شاهزادهٔ تیموری بود که بر فرغانه حکم می‌راند؛ ولی پس از آن‌که بر جای پدر خود نشست، ترکان ازبک تمامی ملک و موطن وی را تصرف کردند، وی در سال ۹۱۰ هجری قمری (۱۵۰۴ میلادی)، شکست خورده و پریشان، به همراه چند صد نفر از وفادارانش سفری را به امید فتوحات احتمالی آغاز کرد که آخر مؤسس امپراتوری مغولان هند شد. ظهیرالدین مانند جدش تیمور لنگ ترک بود و به ترک بودنش مباهات می‌کرد و همچنان مدعی بود که نوه چنگیزخان است. او شهر کابل رابرای آب و هوای مطبوع و اهمیت بازرگانی و سوق جیشی آن به عنوان مرکز خویش برگزید. بعد از فتح هند دیگر هیچگاه به کابل برنگشت، اما بنا به وصیت خود، جسدش را بعد از مرگ به این شهر آورده و در باغی که خودش بنام باغ بابر (این باغ تا هنوز به همین نام موجود است) دایر کرده بود منتقل و دفن نمودند. پس از مرگ بابر ستاره اقبال امپراتوری تازه تأسیس یافته مغول برای مدت بیست سال در حضیض بود. یکی از بسته گان لودی‌ها شخصی بنام فرید شیر شاه سوری تخت و تاج هند را از همایون فرزند و جانشین بابر تصاحب نمود، و سلسله‌ای را بنام سوری‌ها را بنیان گذاشت. همایون مدت پانزده سال در تبعید به‌سر برد و عاقبت به کمک ایران قندهار و کابل را دو باره به‌دست‌آورد. در سال ۹۶۲ هجری قمری (۱۵۵۵ میلادی، دهلی را نیز دوباره به کف آورد. اکبرشاه پسر همایون بعد از پدرش به تخت نشست و امپراتوری مغولان هند را دوباره تثبیت ساخت. اکبرشاه بسال ۱۰۱۴ هجری قمری (۱۶۰۵ میلادی، چشم از جهان فروبست، و پسرش جهانگیر بر جایش نشست. در این دوره خراسان میان سه دولت صفوی، شیبانی و بابری تجزیه و تقسیم گردیده بود و جنگ میان دولتمداران آن‌ها بر سر توسعهٔ قلمرو در خراسان ادامه یافت. این در حالی بود که مردم در داخل خراسان از حاکمان و حاکمیت هر سه خانواده نارضایتی داشتند و علیه آن‌ها به مخالفت و قیام‌های طولانی دست زدند. درحالی‌که تسلط شیبانی‌ها با ایجاد حکومت‌های محلی خودمختار در شمال خراسان رو به ضعف می‌نهاد، سلطهٔ بابری‌ها در ولایات شرقی به قیام‌های مسلحانه و دیرپا اما ناموفق روبرو گردید. معروف‌ترین این قیام‌ها، قیام روشانیان و قیامی در دورهٔ حکومت شاه جهان، برهبری خوشحال‌خان ختک شاعر جنگجوی مشهور پشتون بود که تا سال ۱۶۹۱ میلادی ادامه یافت. خوشحال در چندین مصاف با مغولان جنگید. شاه جهان حکومت پیشاور را به خوشحال‌خان بخشید، اما اورنگ‌زیب بعد از آن‌که پدرش شاه جهان را خلع و خود بر مسند امپراتوری مغول تکیه زد تمام صلاحیت‌های خوشحال را محدود نموده آخر او را به زندان افگند. حکومت طولانی اورنگ‌زیب همراه با شورش‌های مداوم قبایل پشتون مواجه بود؛ خوشحال خان در گروگان سپاهیان مغول بود و ایشان هم همواره تلاش می‌کردند تا شورش قبایل را سرکوب نمایند، او حتی در زندان نیز عمیق‌ترین انزجار و تنفر خود را توسط اشعارش نسبت به مغولان تبارز می‌داد. خوشحال بعد از دو سال از زندان رها شد و بقیه عمر خود را در مبارزه علیه ایشان سپری نمود، او همیشه سعی می‌کرد تا اقوام پراکندهٔ پشتون را علیه مغولان متحد سازد. با مرور زمان شالوده‌های امپراتوری مغولان هند بر اثر سوء تدبیرهای اورنگ‌زیب سست گشت، و این امپراتوری در فاصله کوتاهی پس از مرگ اورنگ‌زیب در سال ۱۱۱۸ هجری قمری (۱۷۰۷ میلادی) تجزیه شد و از هم پاشید. در فروپاشی امپراتوری مغولان هند افغان‌ها بی تأثیر نبودند. طی دویست (دوصد) سالی که مغولان حکومت هند را در دست داشتند، شهرهای مرزی افغانستان از سه سو مورد کمکش و محل منازعه بودند: مغول‌ها از یک سو، صفویان از سمت غرب، و ترکان ازبک از سمت شمال. کابل، هرات و قندهار بارها میان این مدعیان متخاصم دست به دست شدند. | کابل                               |
| ۱۵۰۴ تا ۱۵۱۹ میلادی               | ۹۱۰ تا ۹۲۵ هجری قمری                                                                                    | امپراتوری مغولی هند       | اکبرشاه | ظهیرالدین محمد بابر بزرگ‌ترین فرزند عمر شیخ شاهزادهٔ تیموری بود که بر فرغانه حکم می‌راند؛ ولی پس از آن‌که بر جای پدر خود نشست، ترکان ازبک تمامی ملک و موطن وی را تصرف کردند، وی در سال ۹۱۰ هجری قمری (۱۵۰۴ میلادی)، شکست خورده و پریشان، به همراه چند صد نفر از وفادارانش سفری را به امید فتوحات احتمالی آغاز کرد که آخر مؤسس امپراتوری مغولان هند شد. ظهیرالدین مانند جدش تیمور لنگ ترک بود و به ترک بودنش مباهات می‌کرد و همچنان مدعی بود که نوه چنگیزخان است. او شهر کابل رابرای آب و هوای مطبوع و اهمیت بازرگانی و سوق جیشی آن به عنوان مرکز خویش برگزید. بعد از فتح هند دیگر هیچگاه به کابل برنگشت، اما بنا به وصیت خود، جسدش را بعد از مرگ به این شهر آورده و در باغی که خودش بنام باغ بابر (این باغ تا هنوز به همین نام موجود است) دایر کرده بود منتقل و دفن نمودند. پس از مرگ بابر ستاره اقبال امپراتوری تازه تأسیس یافته مغول برای مدت بیست سال در حضیض بود. یکی از بسته گان لودی‌ها شخصی بنام فرید شیر شاه سوری تخت و تاج هند را از همایون فرزند و جانشین بابر تصاحب نمود، و سلسله‌ای را بنام سوری‌ها را بنیان گذاشت. همایون مدت پانزده سال در تبعید به‌سر برد و عاقبت به کمک ایران قندهار و کابل را دو باره به‌دست‌آورد. در سال ۹۶۲ هجری قمری (۱۵۵۵ میلادی، دهلی را نیز دوباره به کف آورد. اکبرشاه پسر همایون بعد از پدرش به تخت نشست و امپراتوری مغولان هند را دوباره تثبیت ساخت. اکبرشاه بسال ۱۰۱۴ هجری قمری (۱۶۰۵ میلادی، چشم از جهان فروبست، و پسرش جهانگیر بر جایش نشست. در این دوره خراسان میان سه دولت صفوی، شیبانی و بابری تجزیه و تقسیم گردیده بود و جنگ میان دولتمداران آن‌ها بر سر توسعهٔ قلمرو در خراسان ادامه یافت. این در حالی بود که مردم در داخل خراسان از حاکمان و حاکمیت هر سه خانواده نارضایتی داشتند و علیه آن‌ها به مخالفت و قیام‌های طولانی دست زدند. درحالی‌که تسلط شیبانی‌ها با ایجاد حکومت‌های محلی خودمختار در شمال خراسان رو به ضعف می‌نهاد، سلطهٔ بابری‌ها در ولایات شرقی به قیام‌های مسلحانه و دیرپا اما ناموفق روبرو گردید. معروف‌ترین این قیام‌ها، قیام روشانیان و قیامی در دورهٔ حکومت شاه جهان، برهبری خوشحال‌خان ختک شاعر جنگجوی مشهور پشتون بود که تا سال ۱۶۹۱ میلادی ادامه یافت. خوشحال در چندین مصاف با مغولان جنگید. شاه جهان حکومت پیشاور را به خوشحال‌خان بخشید، اما اورنگ‌زیب بعد از آن‌که پدرش شاه جهان را خلع و خود بر مسند امپراتوری مغول تکیه زد تمام صلاحیت‌های خوشحال را محدود نموده آخر او را به زندان افگند. حکومت طولانی اورنگ‌زیب همراه با شورش‌های مداوم قبایل پشتون مواجه بود؛ خوشحال خان در گروگان سپاهیان مغول بود و ایشان هم همواره تلاش می‌کردند تا شورش قبایل را سرکوب نمایند، او حتی در زندان نیز عمیق‌ترین انزجار و تنفر خود را توسط اشعارش نسبت به مغولان تبارز می‌داد. خوشحال بعد از دو سال از زندان رها شد و بقیه عمر خود را در مبارزه علیه ایشان سپری نمود، او همیشه سعی می‌کرد تا اقوام پراکندهٔ پشتون را علیه مغولان متحد سازد. با مرور زمان شالوده‌های امپراتوری مغولان هند بر اثر سوء تدبیرهای اورنگ‌زیب سست گشت، و این امپراتوری در فاصله کوتاهی پس از مرگ اورنگ‌زیب در سال ۱۱۱۸ هجری قمری (۱۷۰۷ میلادی) تجزیه شد و از هم پاشید. در فروپاشی امپراتوری مغولان هند افغان‌ها بی تأثیر نبودند. طی دویست (دوصد) سالی که مغولان حکومت هند را در دست داشتند، شهرهای مرزی افغانستان از سه سو مورد کمکش و محل منازعه بودند: مغول‌ها از یک سو، صفویان از سمت غرب، و ترکان ازبک از سمت شمال. کابل، هرات و قندهار بارها میان این مدعیان متخاصم دست به دست شدند. | کابل                               |
| ۱۵۰۴ تا ۱۵۱۹ میلادی               | ۹۱۰ تا ۹۲۵ هجری قمری                                                                                    | امپراتوری مغولی هند       | جهانگیرشاه | ظهیرالدین محمد بابر بزرگ‌ترین فرزند عمر شیخ شاهزادهٔ تیموری بود که بر فرغانه حکم می‌راند؛ ولی پس از آن‌که بر جای پدر خود نشست، ترکان ازبک تمامی ملک و موطن وی را تصرف کردند، وی در سال ۹۱۰ هجری قمری (۱۵۰۴ میلادی)، شکست خورده و پریشان، به همراه چند صد نفر از وفادارانش سفری را به امید فتوحات احتمالی آغاز کرد که آخر مؤسس امپراتوری مغولان هند شد. ظهیرالدین مانند جدش تیمور لنگ ترک بود و به ترک بودنش مباهات می‌کرد و همچنان مدعی بود که نوه چنگیزخان است. او شهر کابل رابرای آب و هوای مطبوع و اهمیت بازرگانی و سوق جیشی آن به عنوان مرکز خویش برگزید. بعد از فتح هند دیگر هیچگاه به کابل برنگشت، اما بنا به وصیت خود، جسدش را بعد از مرگ به این شهر آورده و در باغی که خودش بنام باغ بابر (این باغ تا هنوز به همین نام موجود است) دایر کرده بود منتقل و دفن نمودند. پس از مرگ بابر ستاره اقبال امپراتوری تازه تأسیس یافته مغول برای مدت بیست سال در حضیض بود. یکی از بسته گان لودی‌ها شخصی بنام فرید شیر شاه سوری تخت و تاج هند را از همایون فرزند و جانشین بابر تصاحب نمود، و سلسله‌ای را بنام سوری‌ها را بنیان گذاشت. همایون مدت پانزده سال در تبعید به‌سر برد و عاقبت به کمک ایران قندهار و کابل را دو باره به‌دست‌آورد. در سال ۹۶۲ هجری قمری (۱۵۵۵ میلادی، دهلی را نیز دوباره به کف آورد. اکبرشاه پسر همایون بعد از پدرش به تخت نشست و امپراتوری مغولان هند را دوباره تثبیت ساخت. اکبرشاه بسال ۱۰۱۴ هجری قمری (۱۶۰۵ میلادی، چشم از جهان فروبست، و پسرش جهانگیر بر جایش نشست. در این دوره خراسان میان سه دولت صفوی، شیبانی و بابری تجزیه و تقسیم گردیده بود و جنگ میان دولتمداران آن‌ها بر سر توسعهٔ قلمرو در خراسان ادامه یافت. این در حالی بود که مردم در داخل خراسان از حاکمان و حاکمیت هر سه خانواده نارضایتی داشتند و علیه آن‌ها به مخالفت و قیام‌های طولانی دست زدند. درحالی‌که تسلط شیبانی‌ها با ایجاد حکومت‌های محلی خودمختار در شمال خراسان رو به ضعف می‌نهاد، سلطهٔ بابری‌ها در ولایات شرقی به قیام‌های مسلحانه و دیرپا اما ناموفق روبرو گردید. معروف‌ترین این قیام‌ها، قیام روشانیان و قیامی در دورهٔ حکومت شاه جهان، برهبری خوشحال‌خان ختک شاعر جنگجوی مشهور پشتون بود که تا سال ۱۶۹۱ میلادی ادامه یافت. خوشحال در چندین مصاف با مغولان جنگید. شاه جهان حکومت پیشاور را به خوشحال‌خان بخشید، اما اورنگ‌زیب بعد از آن‌که پدرش شاه جهان را خلع و خود بر مسند امپراتوری مغول تکیه زد تمام صلاحیت‌های خوشحال را محدود نموده آخر او را به زندان افگند. حکومت طولانی اورنگ‌زیب همراه با شورش‌های مداوم قبایل پشتون مواجه بود؛ خوشحال خان در گروگان سپاهیان مغول بود و ایشان هم همواره تلاش می‌کردند تا شورش قبایل را سرکوب نمایند، او حتی در زندان نیز عمیق‌ترین انزجار و تنفر خود را توسط اشعارش نسبت به مغولان تبارز می‌داد. خوشحال بعد از دو سال از زندان رها شد و بقیه عمر خود را در مبارزه علیه ایشان سپری نمود، او همیشه سعی می‌کرد تا اقوام پراکندهٔ پشتون را علیه مغولان متحد سازد. با مرور زمان شالوده‌های امپراتوری مغولان هند بر اثر سوء تدبیرهای اورنگ‌زیب سست گشت، و این امپراتوری در فاصله کوتاهی پس از مرگ اورنگ‌زیب در سال ۱۱۱۸ هجری قمری (۱۷۰۷ میلادی) تجزیه شد و از هم پاشید. در فروپاشی امپراتوری مغولان هند افغان‌ها بی تأثیر نبودند. طی دویست (دوصد) سالی که مغولان حکومت هند را در دست داشتند، شهرهای مرزی افغانستان از سه سو مورد کمکش و محل منازعه بودند: مغول‌ها از یک سو، صفویان از سمت غرب، و ترکان ازبک از سمت شمال. کابل، هرات و قندهار بارها میان این مدعیان متخاصم دست به دست شدند. | کابل                               |
| ۱۵۰۴ تا ۱۵۱۹ میلادی               | ۹۱۰ تا ۹۲۵ هجری قمری                                                                                    | امپراتوری مغولی هند       | شاه جهان | ظهیرالدین محمد بابر بزرگ‌ترین فرزند عمر شیخ شاهزادهٔ تیموری بود که بر فرغانه حکم می‌راند؛ ولی پس از آن‌که بر جای پدر خود نشست، ترکان ازبک تمامی ملک و موطن وی را تصرف کردند، وی در سال ۹۱۰ هجری قمری (۱۵۰۴ میلادی)، شکست خورده و پریشان، به همراه چند صد نفر از وفادارانش سفری را به امید فتوحات احتمالی آغاز کرد که آخر مؤسس امپراتوری مغولان هند شد. ظهیرالدین مانند جدش تیمور لنگ ترک بود و به ترک بودنش مباهات می‌کرد و همچنان مدعی بود که نوه چنگیزخان است. او شهر کابل رابرای آب و هوای مطبوع و اهمیت بازرگانی و سوق جیشی آن به عنوان مرکز خویش برگزید. بعد از فتح هند دیگر هیچگاه به کابل برنگشت، اما بنا به وصیت خود، جسدش را بعد از مرگ به این شهر آورده و در باغی که خودش بنام باغ بابر (این باغ تا هنوز به همین نام موجود است) دایر کرده بود منتقل و دفن نمودند. پس از مرگ بابر ستاره اقبال امپراتوری تازه تأسیس یافته مغول برای مدت بیست سال در حضیض بود. یکی از بسته گان لودی‌ها شخصی بنام فرید شیر شاه سوری تخت و تاج هند را از همایون فرزند و جانشین بابر تصاحب نمود، و سلسله‌ای را بنام سوری‌ها را بنیان گذاشت. همایون مدت پانزده سال در تبعید به‌سر برد و عاقبت به کمک ایران قندهار و کابل را دو باره به‌دست‌آورد. در سال ۹۶۲ هجری قمری (۱۵۵۵ میلادی، دهلی را نیز دوباره به کف آورد. اکبرشاه پسر همایون بعد از پدرش به تخت نشست و امپراتوری مغولان هند را دوباره تثبیت ساخت. اکبرشاه بسال ۱۰۱۴ هجری قمری (۱۶۰۵ میلادی، چشم از جهان فروبست، و پسرش جهانگیر بر جایش نشست. در این دوره خراسان میان سه دولت صفوی، شیبانی و بابری تجزیه و تقسیم گردیده بود و جنگ میان دولتمداران آن‌ها بر سر توسعهٔ قلمرو در خراسان ادامه یافت. این در حالی بود که مردم در داخل خراسان از حاکمان و حاکمیت هر سه خانواده نارضایتی داشتند و علیه آن‌ها به مخالفت و قیام‌های طولانی دست زدند. درحالی‌که تسلط شیبانی‌ها با ایجاد حکومت‌های محلی خودمختار در شمال خراسان رو به ضعف می‌نهاد، سلطهٔ بابری‌ها در ولایات شرقی به قیام‌های مسلحانه و دیرپا اما ناموفق روبرو گردید. معروف‌ترین این قیام‌ها، قیام روشانیان و قیامی در دورهٔ حکومت شاه جهان، برهبری خوشحال‌خان ختک شاعر جنگجوی مشهور پشتون بود که تا سال ۱۶۹۱ میلادی ادامه یافت. خوشحال در چندین مصاف با مغولان جنگید. شاه جهان حکومت پیشاور را به خوشحال‌خان بخشید، اما اورنگ‌زیب بعد از آن‌که پدرش شاه جهان را خلع و خود بر مسند امپراتوری مغول تکیه زد تمام صلاحیت‌های خوشحال را محدود نموده آخر او را به زندان افگند. حکومت طولانی اورنگ‌زیب همراه با شورش‌های مداوم قبایل پشتون مواجه بود؛ خوشحال خان در گروگان سپاهیان مغول بود و ایشان هم همواره تلاش می‌کردند تا شورش قبایل را سرکوب نمایند، او حتی در زندان نیز عمیق‌ترین انزجار و تنفر خود را توسط اشعارش نسبت به مغولان تبارز می‌داد. خوشحال بعد از دو سال از زندان رها شد و بقیه عمر خود را در مبارزه علیه ایشان سپری نمود، او همیشه سعی می‌کرد تا اقوام پراکندهٔ پشتون را علیه مغولان متحد سازد. با مرور زمان شالوده‌های امپراتوری مغولان هند بر اثر سوء تدبیرهای اورنگ‌زیب سست گشت، و این امپراتوری در فاصله کوتاهی پس از مرگ اورنگ‌زیب در سال ۱۱۱۸ هجری قمری (۱۷۰۷ میلادی) تجزیه شد و از هم پاشید. در فروپاشی امپراتوری مغولان هند افغان‌ها بی تأثیر نبودند. طی دویست (دوصد) سالی که مغولان حکومت هند را در دست داشتند، شهرهای مرزی افغانستان از سه سو مورد کمکش و محل منازعه بودند: مغول‌ها از یک سو، صفویان از سمت غرب، و ترکان ازبک از سمت شمال. کابل، هرات و قندهار بارها میان این مدعیان متخاصم دست به دست شدند. | کابل                               |
| ۱۵۰۴ تا ۱۵۱۹ میلادی               | ۹۱۰ تا ۹۲۵ هجری قمری                                                                                    | امپراتوری مغولی هند       | اورنگ‌زیب | ظهیرالدین محمد بابر بزرگ‌ترین فرزند عمر شیخ شاهزادهٔ تیموری بود که بر فرغانه حکم می‌راند؛ ولی پس از آن‌که بر جای پدر خود نشست، ترکان ازبک تمامی ملک و موطن وی را تصرف کردند، وی در سال ۹۱۰ هجری قمری (۱۵۰۴ میلادی)، شکست خورده و پریشان، به همراه چند صد نفر از وفادارانش سفری را به امید فتوحات احتمالی آغاز کرد که آخر مؤسس امپراتوری مغولان هند شد. ظهیرالدین مانند جدش تیمور لنگ ترک بود و به ترک بودنش مباهات می‌کرد و همچنان مدعی بود که نوه چنگیزخان است. او شهر کابل رابرای آب و هوای مطبوع و اهمیت بازرگانی و سوق جیشی آن به عنوان مرکز خویش برگزید. بعد از فتح هند دیگر هیچگاه به کابل برنگشت، اما بنا به وصیت خود، جسدش را بعد از مرگ به این شهر آورده و در باغی که خودش بنام باغ بابر (این باغ تا هنوز به همین نام موجود است) دایر کرده بود منتقل و دفن نمودند. پس از مرگ بابر ستاره اقبال امپراتوری تازه تأسیس یافته مغول برای مدت بیست سال در حضیض بود. یکی از بسته گان لودی‌ها شخصی بنام فرید شیر شاه سوری تخت و تاج هند را از همایون فرزند و جانشین بابر تصاحب نمود، و سلسله‌ای را بنام سوری‌ها را بنیان گذاشت. همایون مدت پانزده سال در تبعید به‌سر برد و عاقبت به کمک ایران قندهار و کابل را دو باره به‌دست‌آورد. در سال ۹۶۲ هجری قمری (۱۵۵۵ میلادی، دهلی را نیز دوباره به کف آورد. اکبرشاه پسر همایون بعد از پدرش به تخت نشست و امپراتوری مغولان هند را دوباره تثبیت ساخت. اکبرشاه بسال ۱۰۱۴ هجری قمری (۱۶۰۵ میلادی، چشم از جهان فروبست، و پسرش جهانگیر بر جایش نشست. در این دوره خراسان میان سه دولت صفوی، شیبانی و بابری تجزیه و تقسیم گردیده بود و جنگ میان دولتمداران آن‌ها بر سر توسعهٔ قلمرو در خراسان ادامه یافت. این در حالی بود که مردم در داخل خراسان از حاکمان و حاکمیت هر سه خانواده نارضایتی داشتند و علیه آن‌ها به مخالفت و قیام‌های طولانی دست زدند. درحالی‌که تسلط شیبانی‌ها با ایجاد حکومت‌های محلی خودمختار در شمال خراسان رو به ضعف می‌نهاد، سلطهٔ بابری‌ها در ولایات شرقی به قیام‌های مسلحانه و دیرپا اما ناموفق روبرو گردید. معروف‌ترین این قیام‌ها، قیام روشانیان و قیامی در دورهٔ حکومت شاه جهان، برهبری خوشحال‌خان ختک شاعر جنگجوی مشهور پشتون بود که تا سال ۱۶۹۱ میلادی ادامه یافت. خوشحال در چندین مصاف با مغولان جنگید. شاه جهان حکومت پیشاور را به خوشحال‌خان بخشید، اما اورنگ‌زیب بعد از آن‌که پدرش شاه جهان را خلع و خود بر مسند امپراتوری مغول تکیه زد تمام صلاحیت‌های خوشحال را محدود نموده آخر او را به زندان افگند. حکومت طولانی اورنگ‌زیب همراه با شورش‌های مداوم قبایل پشتون مواجه بود؛ خوشحال خان در گروگان سپاهیان مغول بود و ایشان هم همواره تلاش می‌کردند تا شورش قبایل را سرکوب نمایند، او حتی در زندان نیز عمیق‌ترین انزجار و تنفر خود را توسط اشعارش نسبت به مغولان تبارز می‌داد. خوشحال بعد از دو سال از زندان رها شد و بقیه عمر خود را در مبارزه علیه ایشان سپری نمود، او همیشه سعی می‌کرد تا اقوام پراکندهٔ پشتون را علیه مغولان متحد سازد. با مرور زمان شالوده‌های امپراتوری مغولان هند بر اثر سوء تدبیرهای اورنگ‌زیب سست گشت، و این امپراتوری در فاصله کوتاهی پس از مرگ اورنگ‌زیب در سال ۱۱۱۸ هجری قمری (۱۷۰۷ میلادی) تجزیه شد و از هم پاشید. در فروپاشی امپراتوری مغولان هند افغان‌ها بی تأثیر نبودند. طی دویست (دوصد) سالی که مغولان حکومت هند را در دست داشتند، شهرهای مرزی افغانستان از سه سو مورد کمکش و محل منازعه بودند: مغول‌ها از یک سو، صفویان از سمت غرب، و ترکان ازبک از سمت شمال. کابل، هرات و قندهار بارها میان این مدعیان متخاصم دست به دست شدند. | کابل                               |
| ۱۵۰۱ تا ۱۷۲۲ میلادی               | ۹۰۷ تا ۱۱۳۵ هجری قمری                                                                                   | صفویان                    | شاه اسماعیل | سلطنت شاه اسماعیل صفوی از نوادگان شیخ صفی اردبیلی با پشتیبانی ترکان قزلباش در تبریز - اعلام شیعه به‌عنوان مذهب رسمی – پایتختی تبریز - پیروزی بر آق قویونلوها که خود قبلاً قراقویونلوها را نابود کرده بودند - پیروزی بر دولت گورکانی‌ها در خراسان – جنگ با دولت شیبانی در ماوراءالنهر و شمال خراسان – جنگ چالدران با عثمانی و شکست ایران در آن به‌خاطر نداشتن توپ – مرگ اسماعیل بر اثر بیماری حصبه – اوج قدرت اسپانیا در اروپا | تبریز، قزوین، اصفهان               |
| ۱۵۰۱ تا ۱۷۲۲ میلادی               | ۹۰۷ تا ۱۱۳۵ هجری قمری                                                                                   | صفویان                    | شاه طهماسب اول | پیروزی بر ازبکان – جنگ با عثمانی و سرانجام انعقاد پیمان آماسیه – گسترش مذهب پروتستان در اروپا | تبریز، قزوین، اصفهان               |
| ۱۵۰۱ تا ۱۷۲۲ میلادی               | ۹۰۷ تا ۱۱۳۵ هجری قمری                                                                                   | صفویان                    | شاه اسماعیل دوم | هرج و مرج در حکومت – سلطنت اسماعیل دوم پسر طهماسب و محمد خدابنده برادر اسماعیل دوم – زندگی محتشم کاشانی – حکومت اکبر شاه گورکانی در هند | تبریز، قزوین، اصفهان               |
| ۱۵۰۱ تا ۱۷۲۲ میلادی               | ۹۰۷ تا ۱۱۳۵ هجری قمری                                                                                   | صفویان                    | سلطان محمد خدابنده | هرج و مرج در حکومت – سلطنت اسماعیل دوم پسر طهماسب و محمد خدابنده برادر اسماعیل دوم – زندگی محتشم کاشانی – حکومت اکبر شاه گورکانی در هند | تبریز، قزوین، اصفهان               |
| ۱۵۰۱ تا ۱۷۲۲ میلادی               | ۹۰۷ تا ۱۱۳۵ هجری قمری                                                                                   | صفویان                    | شاه عباس بزرگ | سفر برادران شرلی (آنتونی و رابرت) به ایران و تأسیس کارخانه‌های توپ‌سازی به کمک آن‌ها – پیروزی بر ازبکان – انتقال پایتخت ایران از قزوین به اصفهان - جنگ‌های بیست و سه ساله ایران و عثمانی و پیروزی ایران – رهایی بحرین و هرمز و گمبرون (بندرعباس) از دست پرتغال – ساخت عالی‌قاپو و سی‌وسه‌پل و… - زندگی ابوالمعالی بیدل، میرعماد، کمال‌الدین بهزاد، رضا عباسی، شیخ بهایی، میرداماد، ملاصدرا، علامه مجلسی – تأسیس کمپانی هند شرقی | تبریز، قزوین، اصفهان               |
| ۱۵۰۱ تا ۱۷۲۲ میلادی               | ۹۰۷ تا ۱۱۳۵ هجری قمری                                                                                   | صفویان                    | شاه صفی، شاه عباس دوم، شاه صفی دوم، شاه سلیمان | کشفیات علمی گالیله – حکومت لوئی چهاردهم و اوج اقتدار فرانسه – کشف قانون جاذبه توسط نیوتن در انگلستان – جنگ داخلی انگلستان و پیروزی الیور کرامول و تأسیس جمهوری که تنها تا زمان مرگ او پایدار بود – حکومت پتر کبیر در روسیه – آغاز به ساخت بنای تاج محل در هند به دستور شاه جهان | تبریز، قزوین، اصفهان               |
| ۱۵۰۱ تا ۱۷۲۲ میلادی               | ۹۰۷ تا ۱۱۳۵ هجری قمری                                                                                   | صفویان                    | شاه سلطان حسین | قیام افغان‌ها در هرات – حمله محمود افغان به ایران – شکست سپاه صفوی از افغان‌ها – محاصره اصفهان و قحطی شدید در اصفهان – تسلیم تاج سلطنت به محمود توسط شاه سلطان حسین و غارت اصفهان - صفویان سال‌ها بعد تنها اسماً حکومت می‌کردند یا نایب‌السلطنه بودند. شاه‌های بعدی صفوی، شاه تهماسب دوم، شاه عباس سوم، میر سید محمد و شاه اسماعیل سوم هستند. | تبریز، قزوین، اصفهان               |
| ۱۷۲۲ تا ۱۷۲۹ میلادی               | ۱۱۳۵ تا ۱۱۴۲ هجری قمری                                                                                  | هوتکیان                   | میرویس خان | دولت صفوی که در جنوب و غرب خراسان با تبعیض مذهبی و بیداد حکومت می‌کرد در برابر مخالفت و قیام‌ها از پا درآمد. در ابتدا میرویس خان هوتکی از قبیلهٔ غلجایی پشتون به تسلط گرگین حاکم گرجی‌الاصل صفوی در ۱۷۰۹ میلادی در قندهار پایان داد و دولت مستقل هوتکی را تأسیس کرد. بعداً در سال ۱۷۱۷ میلادی در هرات نیز عبدالله خان ابدالی به تشکیل حکومت مستقل پرداخت. پس از فوت میرویس هوتکی پسرش شاه محمود که در ۱۷۱۶ میلادی جانشین پدر شد به اصفهان پایتخت دولت صفوی حمله برد و در ۱۷۲۲ شاه سلطان حسین صفوی را وادار به تسلیم نمود و خود به جای او به تخت سلطنت نشست. شاه محمود دو سال بعد درگذشت و پسر کاکایش شاه اشرف بر تخت سلطنت نشست. اما به سلطنت او در اصفهان در ۱۹۲۹، به حکومت ابدالی در هرات در ۱۷۳۱ و به حکومت غلجایی قندهار در ۱۷۳۸ میلادی توسط نادر افشار از افسران نیروهای شهزاده طهماسب پسر شاه سلطان حسین صفوی پایان داده شد. | اصفهان                             |
| ۱۷۲۲ تا ۱۷۲۹ میلادی               | ۱۱۳۵ تا ۱۱۴۲ هجری قمری                                                                                  | هوتکیان                   | محمود افغان | دولت صفوی که در جنوب و غرب خراسان با تبعیض مذهبی و بیداد حکومت می‌کرد در برابر مخالفت و قیام‌ها از پا درآمد. در ابتدا میرویس خان هوتکی از قبیلهٔ غلجایی پشتون به تسلط گرگین حاکم گرجی‌الاصل صفوی در ۱۷۰۹ میلادی در قندهار پایان داد و دولت مستقل هوتکی را تأسیس کرد. بعداً در سال ۱۷۱۷ میلادی در هرات نیز عبدالله خان ابدالی به تشکیل حکومت مستقل پرداخت. پس از فوت میرویس هوتکی پسرش شاه محمود که در ۱۷۱۶ میلادی جانشین پدر شد به اصفهان پایتخت دولت صفوی حمله برد و در ۱۷۲۲ شاه سلطان حسین صفوی را وادار به تسلیم نمود و خود به جای او به تخت سلطنت نشست. شاه محمود دو سال بعد درگذشت و پسر کاکایش شاه اشرف بر تخت سلطنت نشست. اما به سلطنت او در اصفهان در ۱۹۲۹، به حکومت ابدالی در هرات در ۱۷۳۱ و به حکومت غلجایی قندهار در ۱۷۳۸ میلادی توسط نادر افشار از افسران نیروهای شهزاده طهماسب پسر شاه سلطان حسین صفوی پایان داده شد. | اصفهان                             |
| ۱۷۲۲ تا ۱۷۲۹ میلادی               | ۱۱۳۵ تا ۱۱۴۲ هجری قمری                                                                                  | هوتکیان                   | اشرف افغان | دولت صفوی که در جنوب و غرب خراسان با تبعیض مذهبی و بیداد حکومت می‌کرد در برابر مخالفت و قیام‌ها از پا درآمد. در ابتدا میرویس خان هوتکی از قبیلهٔ غلجایی پشتون به تسلط گرگین حاکم گرجی‌الاصل صفوی در ۱۷۰۹ میلادی در قندهار پایان داد و دولت مستقل هوتکی را تأسیس کرد. بعداً در سال ۱۷۱۷ میلادی در هرات نیز عبدالله خان ابدالی به تشکیل حکومت مستقل پرداخت. پس از فوت میرویس هوتکی پسرش شاه محمود که در ۱۷۱۶ میلادی جانشین پدر شد به اصفهان پایتخت دولت صفوی حمله برد و در ۱۷۲۲ شاه سلطان حسین صفوی را وادار به تسلیم نمود و خود به جای او به تخت سلطنت نشست. شاه محمود دو سال بعد درگذشت و پسر کاکایش شاه اشرف بر تخت سلطنت نشست. اما به سلطنت او در اصفهان در ۱۹۲۹، به حکومت ابدالی در هرات در ۱۷۳۱ و به حکومت غلجایی قندهار در ۱۷۳۸ میلادی توسط نادر افشار از افسران نیروهای شهزاده طهماسب پسر شاه سلطان حسین صفوی پایان داده شد. | اصفهان                             |
| ۱۷۲۶ تا ۱۷۴۷ میلادی               | ۱۱۳۹ تا ۱۱۶۰ هجری قمری                                                                                  | افشاریان                  | نادرشاه افشار | نادرشاه افشار از ایل تُرکمن افشار و از اهالی خراسان بود که سلطه هوتکیان را بر ایران در هم شکست و سراسر ایران را تحت رهبری و اقتدار خود درآورد. نادرشاه به بهانه تعقیب برخی از سران غلزایی که به کابل فرار کرده بودند به سال ۱۱۵۱ هجری قمری (۱۷۳۷ میلادی) کابل را تصرف کرده آنجا را از تسلط حاکمان بابری بیرون کشید و در سال ۱۷۳۹ با سپاه گران مرکب از ایرانی‌ها و قبایل افغان رهسپار هند گردید و دهلی را نیز از محمد شاه بابری به‌دست‌آورد و پس از رفتن خزانه‌های هند به پایتخت خود مشهد بازگشت. نادر افشار سال بعد بخارا و خوارزم را هم متصرف شد و سرانجام خود به‌خاطر تندخویی‌اش در ۱۷۴۷ میلادی در خبوشان توسط افسران قزلباش لشکر خود به قتل رسید. پس از این حادثه، احمد شاه ابدالی که یکی از سران قبیله پشتون‌های ابدالی، افسر گارد محافظ نادرشاه و معاون قشون افغان بود، با نیروی شش هزار نفری خود به سوی قندهار رهسپار شد و لویه جرگه را در مزار شیر سرخ قندهار برای انتخاب یک رهبر ملی از میان خود افغان‌ها تشکیل داد و سرانجام بعد از نه روز گفت و شنید، به عنوان پادشاه خراسان تعیین گردید. (۷ رجب ۱۱۶۰ ه‍.ق /۱۵ ژوئیه ۱۷۴۷ م) | مشهد                               |